# Zoöplankton

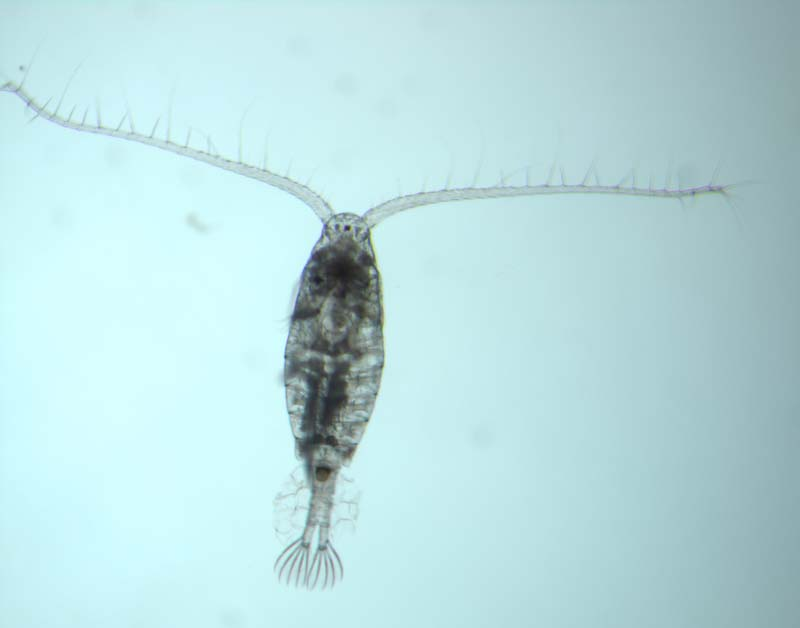
Diaptomus een geslacht van de eenoogkreeftjes, behorend tot het zoöplankton

Zoöplankton is de verzameling van in water zwevende of drijvende heterotrofe organismen. Ze voeden zich niet door middel van fotosynthese, maar consumeren fytoplankton (in dat geval zijn ze herbivoor), andere zoöplanktonsoorten (in dat geval zijn ze carnivoor), bacteriën (in dat geval zijn ze bacterivoor) of detritus (in dat geval zijn ze detrivoor). Zij bewegen zich mee met de stroming van het water, maar kunnen zich ook actief voortbewegen. Plankton dat in het bezit is van chloroplasten om zich te voeden met behulp van zonlicht behoort tot het fytoplankton. Doordat dit in hogere waterlagen is te vinden, verplaatst het zoöplankton zich 's nachts naar boven en gaat het 's ochtends weer naar beneden. Dit verschijnsel wordt verticale migratie genoemd.
Belangrijke diergroepen in het zoöplankton zijn diverse kleine kreeftachtigen, zoals de eenoogkreeftjes (copepoden), de kieuwpootkreeftjes (watervlooien, alleen in zoet water) en de larven van Euphausia (krill, alleen in zeewater). Naast organismen die zich tijdens het hele leven in het plankton bevinden, zijn van veel organismen alleen de larvale stadia in het zoöplankton aanwezig. Tijdens de overgang naar het volwassen dier verplaatsen de larven zich naar de waterbodem. Dit is onder andere het geval bij weekdieren, stekelhuidigen, hogere kreeftachtigen en zelfs vissen. In deze diergroepen zitten allemaal soorten die soms massaal hun eitjes (of de daarop volgende ontwikkelingsstadia) deponeren in de waterkolom en die dan korte of lange tijd in het zoöplankton aanwezig zijn.